# Закон Вирта

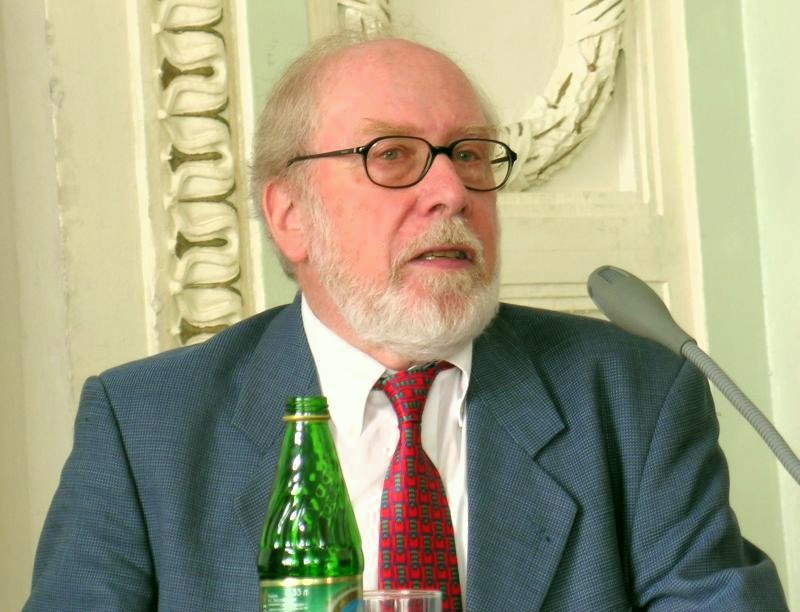
Никлаус Вирт во время визита в Уральский государственный университет в 2005 году

«Закон Вирта» — шуточное высказывание Никлауса Вирта (1995) в духе законов Паркинсона: «программы становятся медленнее куда шустрее, чем компьютеры становятся быстрее», используемое для демонстрации нарастающих проблем с производительностью программного обеспечения, несмотря на прогресс аппаратного.
Вирт атрибутировал «закон» Мартину Райзеру, который в предисловии к книге об операционной системе Оберон написал: «есть мнение, что прогресс в аппаратной части излечит все недостатки программ, однако внимательный наблюдатель может заметить, что программы перерастают компьютеры в размерах и медлительности».
Позднее аналогичное наблюдение стали иногда называть законом Пейджа по имени сооснователя Google Ларри Пейджа, обратившего внимание на сходный эффект в 2009 году. Близкий вариант шутки — закон Гейтса (по имени основателя Microsoft Билла Гейтса): программы становятся в два раза медленнее каждые полтора года, в этом случае демонстрируется, что удвоение количества транзисторов на интегральной схеме, предсказываемое законом Мура, сводится на нет деградацией в производительности программного обеспечения за тот же период времени.
Несмотря на то, что в хоть какой-либо общности наблюдение нельзя ни подтвердить, ни опровергнуть, у него есть ряд объективных объяснений, одно из основных — феномен раздувания программного обеспечения, также деградация производительности может сопутствовать «индустриализации» процесса разработки, росту масштабов проектов, снижающих качество кода и управления разработкой, возможно — имеют место эффекты, сходные с парадоксом Джевонса (повышение потребности в вычислительной мощности по мере роста её доступности).